# Jahongirmirza Turobov
Jahongirmirza Yahyo oʻgʻli Turobov (ur. 1 września 1997) – uzbecki zapaśnik walczący w stylu wolnym. Zajął siódme miejsce na mistrzostwach świata w 2023. Mistrz Azji w 2021. Triumfator igrzysk solidarności islamskiej w 2021. Mistrz Azji juniorów w 2017 roku.